# 細江町 (下関市)
細江町（ほそえちょう、Hosoe-cho）とは山口県下関市にある町名である。郵便番号は750-0016（下関郵便局管区）。

## 地理
JR下関駅近く、国道9号沿いの豊前田町と岬之町に挟まれた位置にあり、オフィスビルが多く建ち並ぶ、県内最大のオフィス街である。
1~3丁目まであり、岬之町 、入江町、西入江町、丸山町、豊前田町、細江新町に隣接する。
下関港（本港地区）の一角でもあり、関門鉄道トンネル開通前の下関駅は細江町に存在していた。関門鉄道トンネル開通に伴い下関駅が竹崎町（現在地）に移転後も貨物ヤードが存在していたが、旧国鉄の分割民営化後、国鉄清算事業団により売却され、再開発が進められている。
国道9号沿いは、市民がボランティアで花を植えており、「海峡花通り」と命名されている。

## 主要施設
公共施設
- 細江町三丁目地区社会教育複合施設「ドリームシップ」（中央図書館と生涯学習施設の機能を持つ施設）
- 下関警察署
- 下関市細江町駐車場

企業
- 西中国信用金庫本店
- 原弘産ビル
  - ワイエムセゾン本社
  - やまぎんカード本社
  - tys テレビ山口下関支社
- 住友生命下関ビル
- 下関第一生命ビル
- 下関大同生命ビル
- 朝日新聞下関支局
- 野村證券下関支店
- 大和証券下関支店
- 三菱UFJモルガン・スタンレー証券下関支店
- みずほ銀行下関出張所
- 西日本シティ銀行下関支店
- 日本政策金融公庫下関支店
- 商工組合中央金庫下関支店　ほか

観光スポット
- 旧山陽ホテル - 1902年開業の旧山陽鉄道運営のホテル跡。2003年に広成建設山口支店が退去して空き家となり、2011年に耐震性の問題から解体された。跡地に記念碑が設置されている。

## イベント
細江町に関連するイベント（祭り）としては、主に以下3つが挙げられる。
- しものせき海峡まつり（5月）
- 馬関まつり（8月、山口県最大の祭り）
- 下関海響マラソン（11月）

## 交通アクセス
- JR下関駅下車
- サンデン交通「細江町」「入江口」バス停下車